# Потоки (Кременчуцький район)
По́токи (Новий Поток) — село в Україні, у Кременчуцькому районі Полтавської області. Входить до складу Кременчуцької міської громади. Населення становить 1755 осіб. Колишній орган місцевого самоврядування — Потоківська сільська рада, до складу якої, крім того, входили села Придніпрянське, Мала Кохнівка, Соснівка.

## Географія

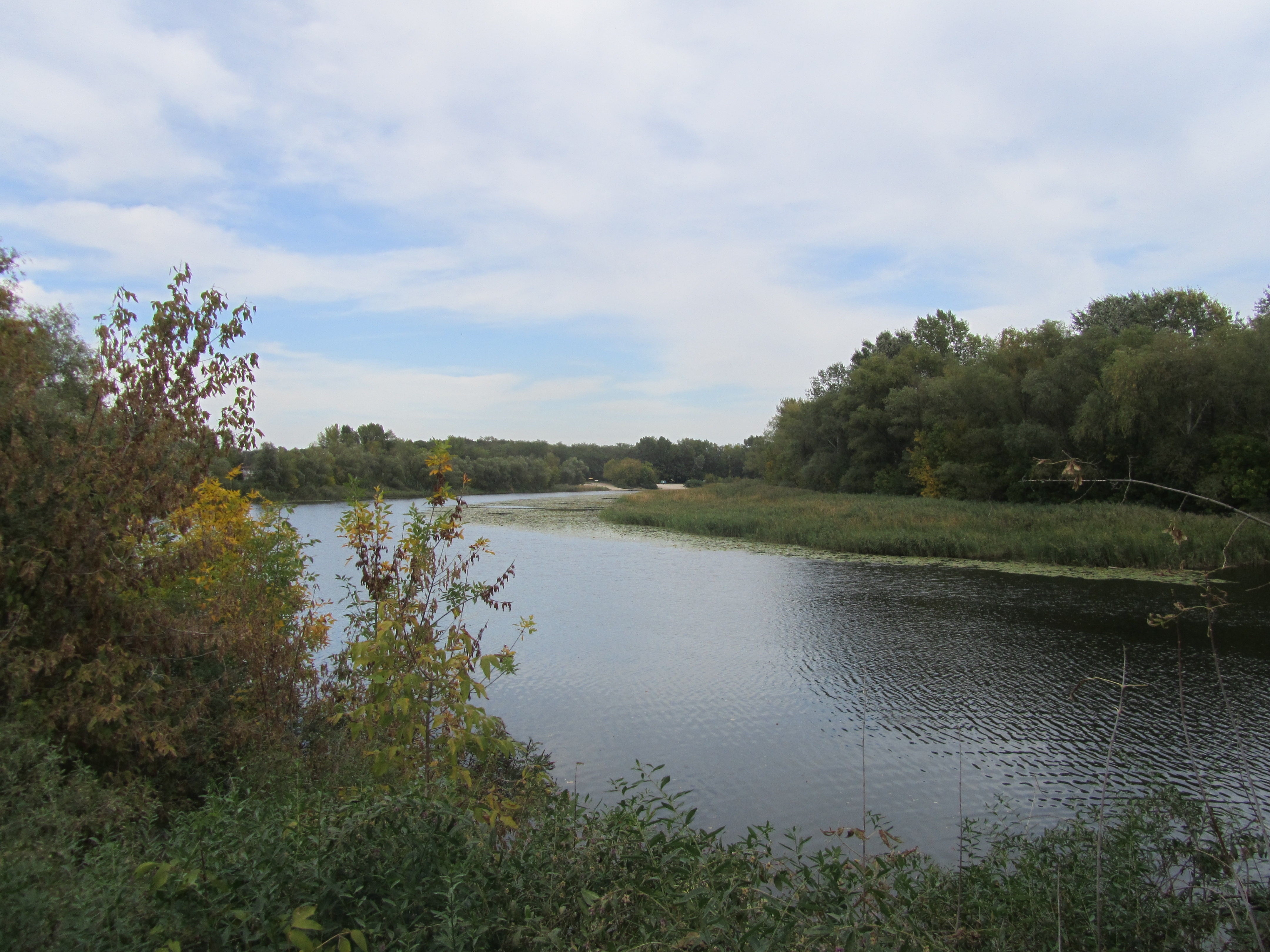
Річка Псел

Село Потоки знаходиться на правому березі річки Псел, вище за течією на відстані 1 км розташоване село Щербаки, нижче за течією на відстані 2 км розташоване село Придніпрянське, на протилежному березі — село Дмитрівка (Горішньоплавнівська міська рада). Річка в цьому місці звивиста, утворює лимани, стариці і заболочені озера. Поруч проходять автошляхи М22E584 і залізниця, пасажирський зупинний пункт Омельник (за 1,5 км).

## Населення

### Мова
Розподіл населення за рідною мовою за даними перепису 2001 року:
| Мова            | Кількість | Відсоток |
| --------------- | --------- | -------- |
| українська      | 1617      | 92.14%   |
| російська       | 128       | 7.29%    |
| білоруська      | 4         | 0.23%    |
| вірменська      | 4         | 0.23%    |
| інші/не вказали | 2         | 0.11%    |
| Усього          | 1755      | 100%     |

## Історія
Потоки були засновані близько 1645 року, напевно, за ініціативою Станіслава Потоцького, полковника коронних військ і родича гетьмана коронного Миколая Потоцького (звідси і назва — за родовим гніздом Потоцьких). В 1649 році містечко Потік стає центром створеної у складі Чигиринського полку Потоцької (Потоківської, Потіцької) сотні. Протягом 1661–1663 років сотня перебувала в Кременчуцькому полку, а у 1663—1667 роках знову в Чигиринському полку. За Андрусівською угодою мала би відійти до Миргородського полку, але Петро Дорошенко утримував її за собою до 1672 року, коли Івану Самойловичу вдалося таки приєднати цю адміністративну одиницю до Миргородщини.
У 1775 році за указом Катерини II Потоцьку сотню ліквідовано, а територію включено до складу Кременчуцького повіту Новоросійської губернії.
Після 1861р Потоки стає волостним центром.
На початку XX століття населення містечка Потоки становило близько 1600 жителів. У містечку були 2 православні церкви (Успенська, побудована в 1794 р та Миколаївська побудована в 1832р), ярмарки, станція Харківсько-Миколаївської залізниці. При Успенський церкві існувало 2 школи грамоти, при Миколаївський  - земське училище та церковнопарафіяльна школа. 
У 1905р землі купив граф Стокасімов, згодом побудував у селі палац (тепер у ньому міститься Навчально-оздоровчий комплекс «Ерудит»).
Наприкінці січня 1919 року у Потоках стояв Кінний полк імені Петра Болбочана Армії УНР, перейменований згодом на Кінний полк Чорних Запорожців.
У 1923 - 1930 роках село було райцентром Потоцького району. Потокам були підпорядковані села Дзержинське (кол. Батраки), Мала Кохнівка, Соснівка (кол. Криси). 
У 1932 - 1933 році в селі від голоду померло бл. 100 чоловік, репресовано 23. Під час німецько-фашиської окупації (17.ІХ.1941 - 23.ІХ.1943) гітлерівці стратили 9 жителів села, вивезли на примусові роботи до Німеччини 108 чоловік. З кінця 1942 року до 1943 року на території школи знаходився німецький штаб з радянськими військовополоненими. При відступі окупанти зруйнували додаткові будівлі, але головний корпус лишився неушкодженим. У жовтні 1943 року заняття учнів були відновлені.
11 листопада 2020 року проведено тестовий проїзд тролейбуса АКСМ-32100D (№ 045) на автономному ході від Річкового вокзалу через Велику Кахнівку до села Потоки. Маршрут протяжністю приблизно в одну сторону складає 18,5 км, з яких 12,5 км на автономному ходу. Частина нового маршруту пролягає автошляхом загальнодержавного значення Кременчук — Полтава. Для мешканців села Потоки покращення транспортного сполучення та відкриття нового маршруту надзвичайно важливе, адже багато жителів працюють і навчаються у Кременчуці. Відкриття тролейбусного маршруту заплановано на початок 2021 року.

## Економіка та соціальна сфера
На території Поток розташована Кременчуцька птахофабрика (колишня назва Птахофабрика «Росія». Діють спортивно-оздоровчі табори «Зоряний» та «Енергетик». Також є база відпочинку «Альбатрос».
У селі розташований навчально-оздоровчий комплекс Кременчуцького педагогічного коледжу імені А. С. Макаренка «Ерудит».

## Відомі люди
- Валага Ніна Никифорівна — український радянський діяч, слюсар-приладист. Член Ревізійної комісії Комуністичної партії України в 1960—1966 роках, депутат Верховної Ради Української РСР 5-го і 6-го скликань.
- Кобзар Валентин Володимирович — історик, краєзнавець, дослідник історії розвитку водогінних та каналізаційних мереж, інженер-каналізаційник.
- Лоба-Лобів Терентій Федорович — сотник Армії УНР.[5]
- Онішко Сергій Афанасійович — священик, учитель, письменник, поет, громадський діяч в Австралії.
- Христич Яким Гнатович — член Української Центральної Ради.

## Галерея

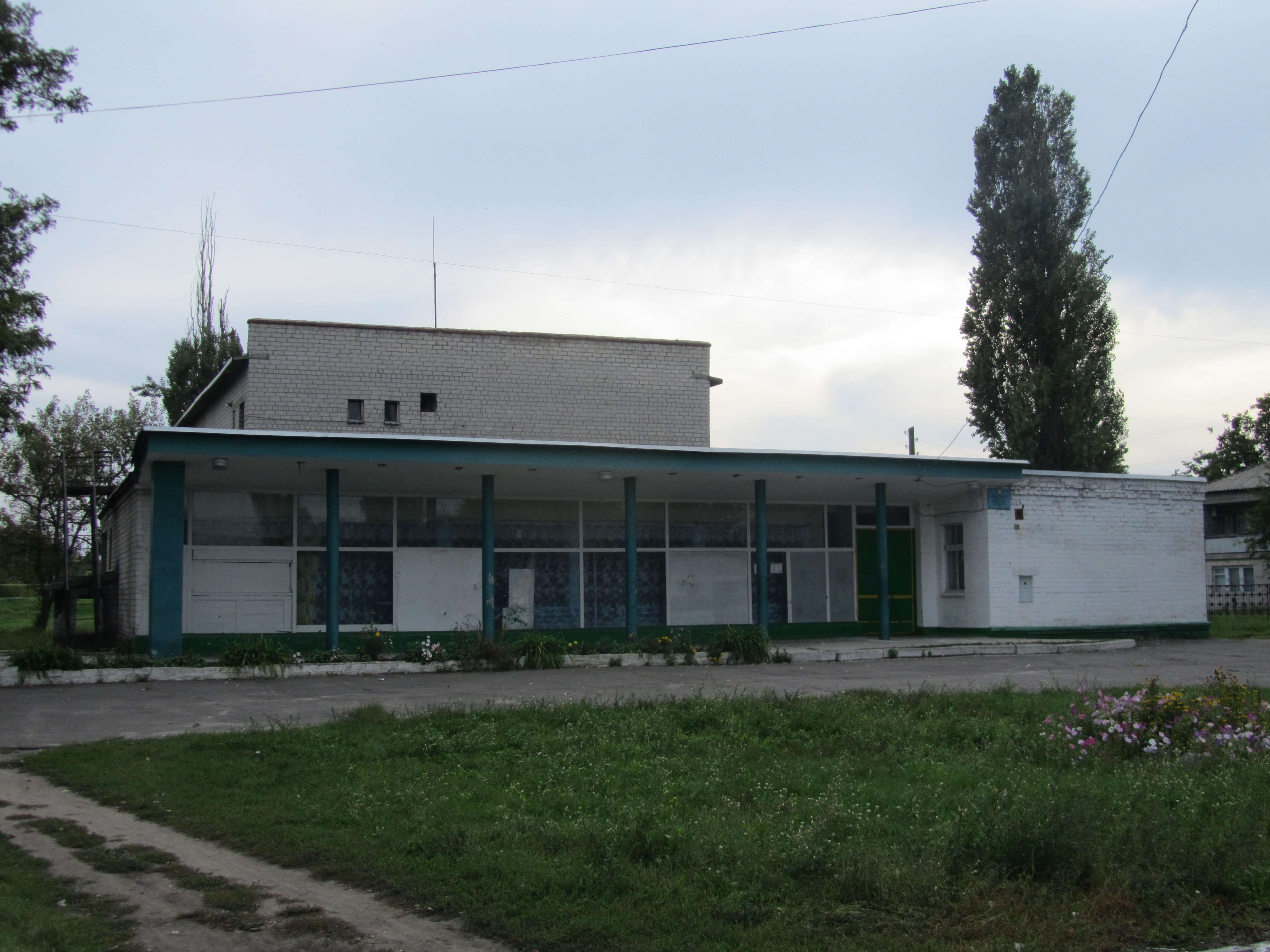
Будинок культури
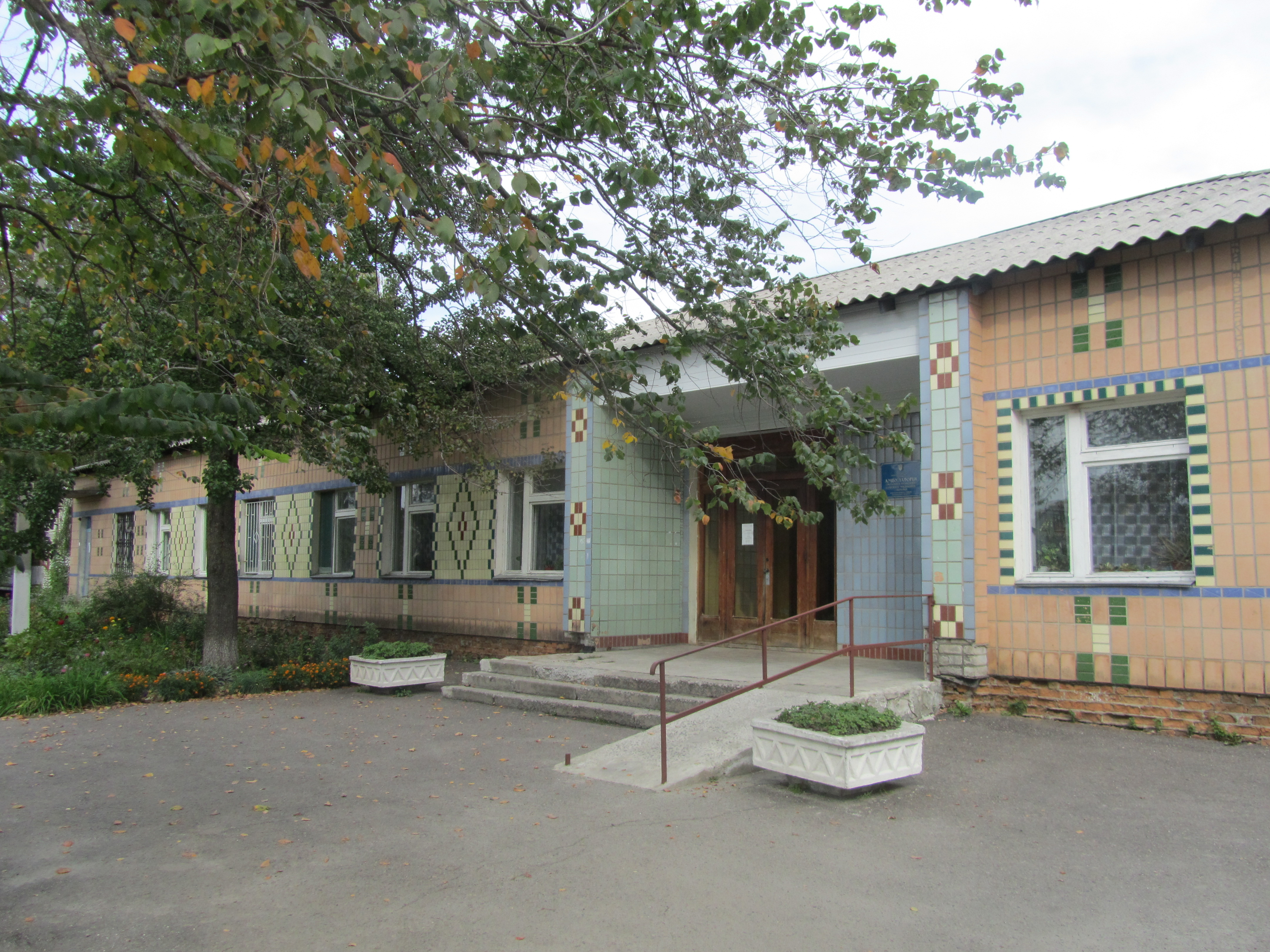
Амбулаторія
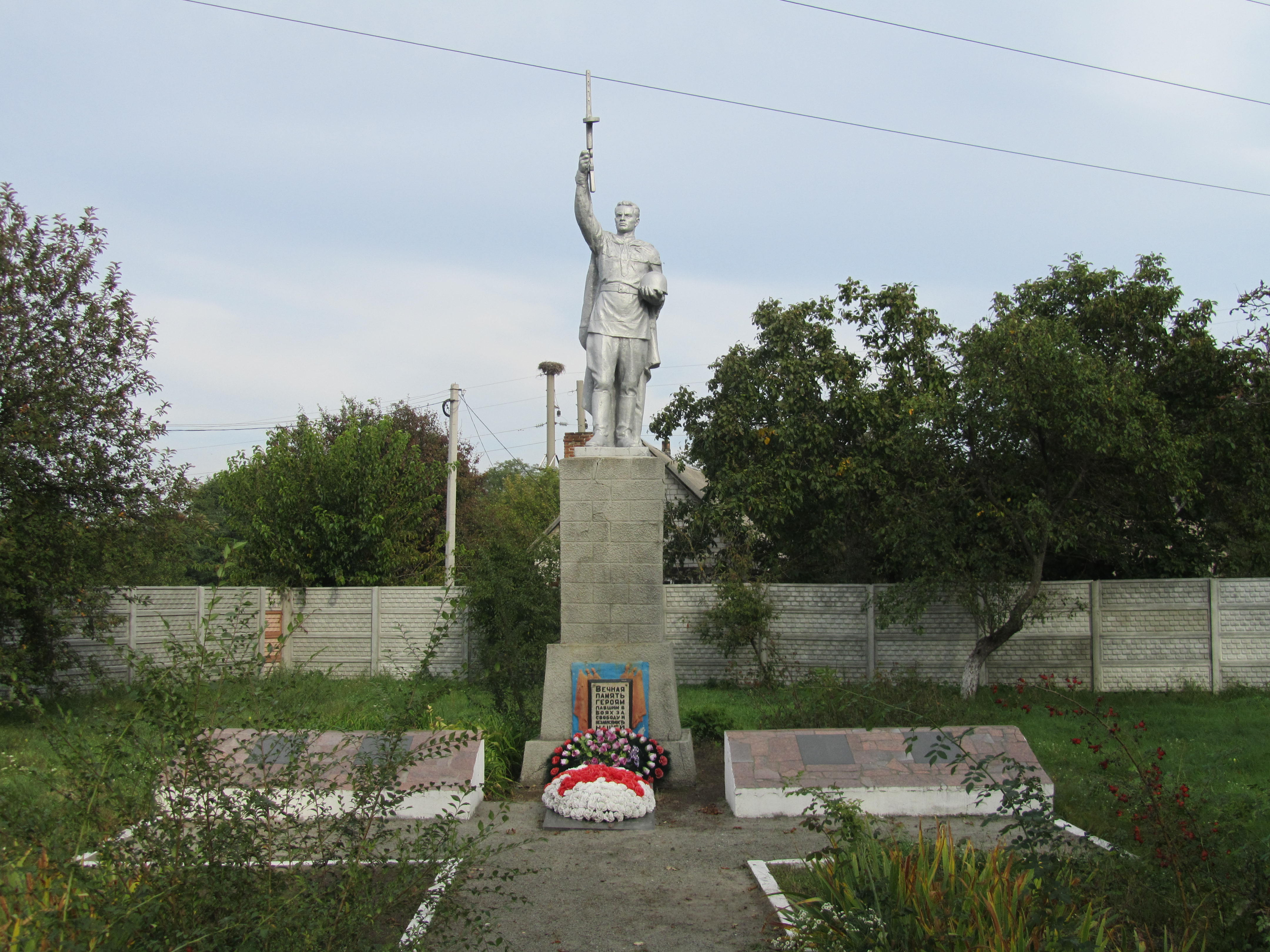
Братська могила радянських воїнів
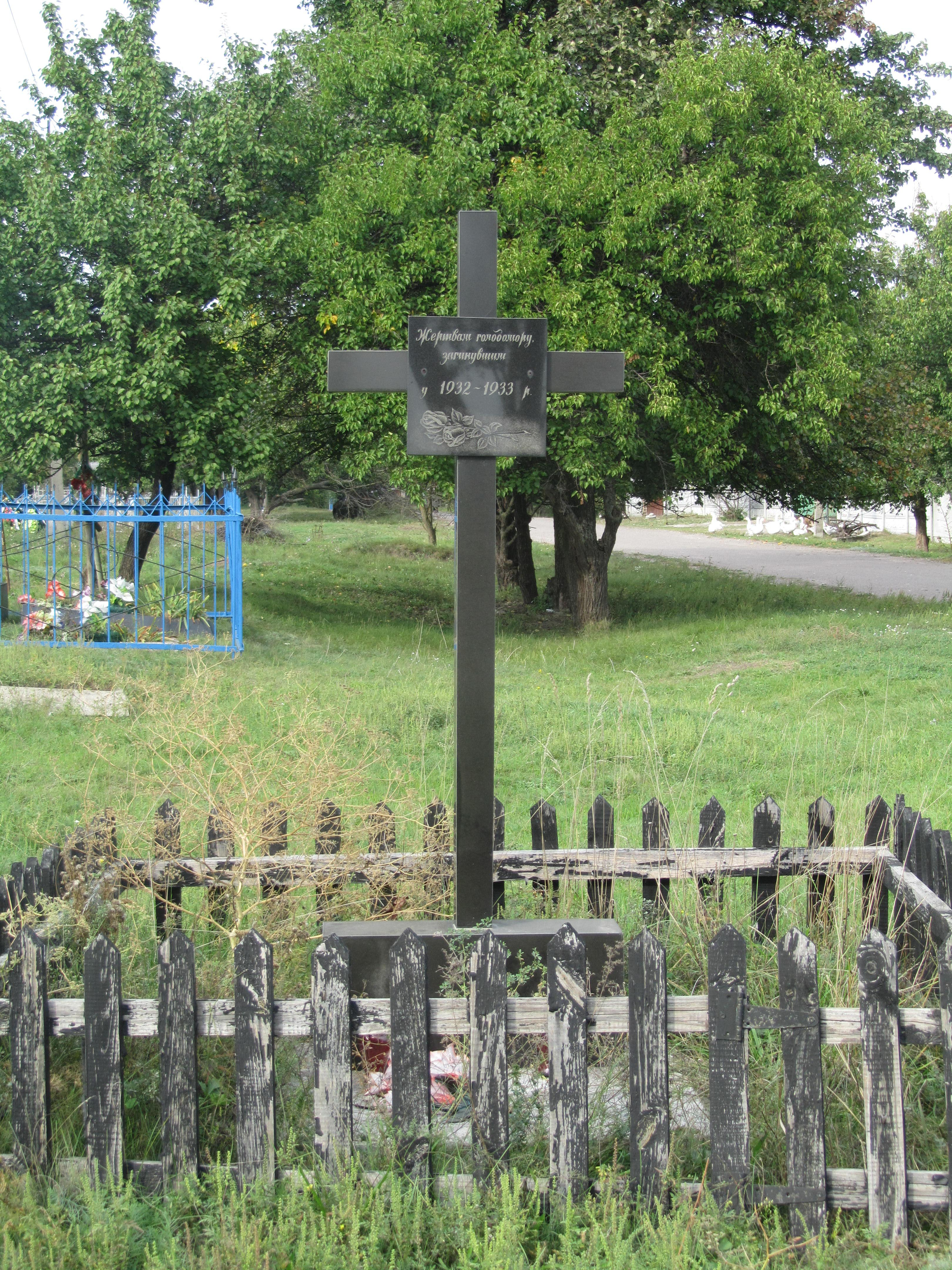
Пам'ятний знак жертвам Голодомору